# Лукинглас (Орегон)
Лукинглас (енгл. Lookingglass) насељено је место без административног статуса у америчкој савезној држави Орегон.

## Демографија
По попису из 2010. године број становника је 855.
| Група             | 2000.    | 2010.       |
| Белци             | 0 (0,0%) | 790 (92,4%) |
| Афроамериканци    | 0 (0,0%) | 4 (0,5%)    |
| Азијати           | 0 (0,0%) | 3 (0,4%)    |
| Хиспаноамериканци | 0 (0,0%) | 32 (3,7%)   |
| Укупно            | 0        | 855         |